# Шепелєв Валерій Олександрович
Валерій Олександрович Шепелєв (нар. 1957) — український радіоастроном, спеціаліст з наукового приладобудування, співробітник Радіоастрономічного інституту НАНУ, лауреат Державної премії України в галузі науки і техніки (1997).

## Біографія
Народився 1957 року.
В 2010 році захистив кандидатську дисертацію «Кутова структура позагалактичних радіоджерел за результатами інтерферометричних спостережень у декаметровому діапазоні радіохвиль».
Працює старшим науковим співробітником Радіоастрономічному інституті НАНУ.

## Відзнаки
- Державна премія України в галузі науки і техніки за цикл праць «Розробка принципів наддалекої низькочастотної інтерферометрії, створення української мережі радіоінтерферометрів для космічних досліджень і спостереження на ній» (1997)[1].